# Meris Šehović

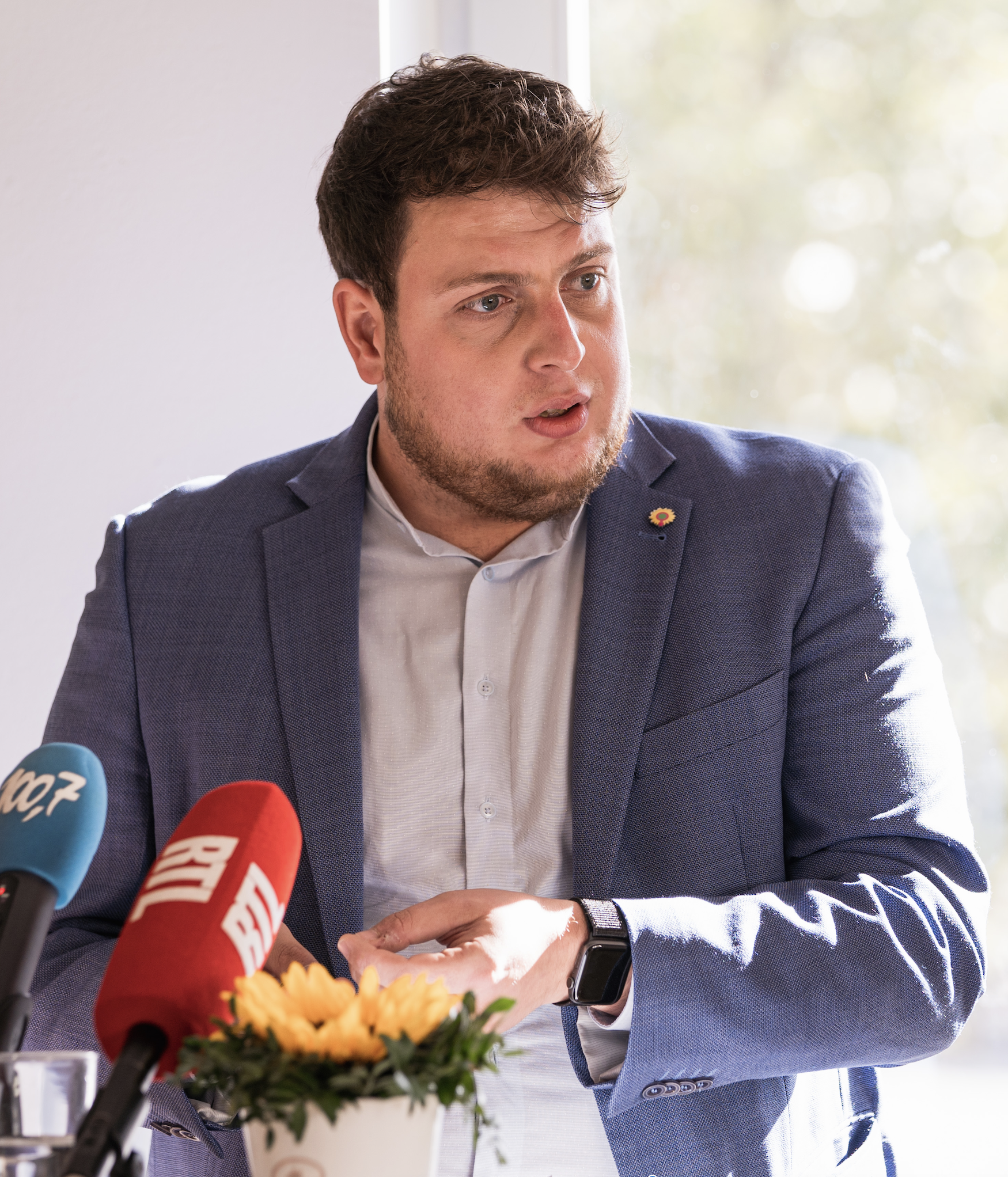
Meris Šehović (2021)

Meris Šehović (* 14. September 1991 in Belgrad) ist ein luxemburgischer Politiker (Déi Gréng) und Politikwissenschaftler. Seit dem 9. Juli 2020 ist er zusammen mit Djuna Bernard Vorsitzender der grünen Partei. Von 2017 bis 2020 war er Sprecher von Déi jonk gréng, der politischen Jugendbewegung der Grünen. Šehović war gemeinsam mit Tilly Metz Spitzenkandidat von Déi Gréng für die Europawahlen 2019.

## Schulbildung, Studium, Privates
Kurz nach der Geburt von Meris Šehović entschied seine Familie, das vom Krieg geplagte Jugoslawien zu verlassen und nach Luxemburg zu fliehen. Šehović absolvierte seinen Sekundarschulabschluss im Lycée Classique d’Echternach. Nach dem Abitur begann er zum Wintersemester 2011 ein Studium der Politikwissenschaften im Hauptfach und des Rechts im Nebenfach an der Ludwig-Maximilian-Universität in München. Das Wintersemester 2013 verbrachte er als Erasmus-Student am Institut d’études politiques („Sciences Po“) in Paris.
In seiner Jugend engagierte sich Šehović bei Caritas-Luxemburg in Heimen für Asylbewerber. Seit 2020 ist er Mitglied des Reflection Teams des Luxemburger Zentrums gegen Radikalisierung. Als Auszeichnung für sein nationales und europäisches Engagement wurde er vom UK Foreign and Commonwealth Office in die Europe Future Leaders-Kohorte 2020 aufgenommen.

## Politische Tätigkeit
2011 wurde Šehović Mitglied von Déi Gréng. Als es 2012/2013 in Luxemburg zur Aufdeckung der SREL-Affäre kam, verfolgte und kommentierte Šehović die politische Aufarbeitung in seinem eigenen politischen Blog. Er wurde Mitglied bei Déi Jonk Gréng, wo er sich für eine Reform des Geheimdienstes und für Neuwahlen einsetzte. Von 2013 bis 2017 war er Mitglied im Vorstand von Déi jonk gréng. 2017 kandidierte er für das Amt des Sprechers und übte dieses Amt bis Februar 2020 aus.
2013 wurde Šehović im Alter von 22 Jahren Büroleiter und Pressesprecher des Europaabgeordneten Claude Turmes. Als politischer Berater unterstützte er die legislative Arbeit an mehreren EU-Richtlinien und -Verordnungen in den Bereichen der Umwelt-, Klima-, Industrie- und Handelspolitik (z. B. das EU-Paket zur Kreislaufwirtschaft, Right2Water, CO2-Emissionsnormen für neue Personenkraftwagen) und begleitete die Arbeit des Europaabgeordneten im Untersuchungsausschuss des Europaparlaments zur Aufklärung des VW-Dieselskandals.
2017 unterstützte Šehović die Arbeiten von Claude Turmes an einem Buch über die europäische Energiewende. Darin zeichnen Turmes die politischen Kämpfe nach, die in Europa um die Energiewende geführt wurden: vom Enthusiasmus der frühen 2000er Jahre bis zu den Rückschritten nach der Finanzkrise. Den zweiten Teil des Buches widmet er Zukunft der Energiewende in Europa und macht Vorschläge, wie eine künftige Energiepolitik, die den Klimaschutz ernst nimmt, aussehen könnte.
Nachdem Claude Turmes in die nationale Politik wechselte, ging Šehović 2019 gemeinsam mit Tilly Metz als Spitzenkandidat von Déi gréng in die Europawahlen. Als Siebtgewählter verpasste er den Einzug ins Europaparlament knapp.
Nachdem Christian Kmiotek seinen Rücktritt vom Amt des Parteivorsitzenden ankündigte, wurde Meris Šehović am 9. Juli 2020 vom Kongress der grünen Partei zu seinem Nachfolger an der Parteispitze gewählt. Auf dem Parteikongress vom 20. März 2021 wurde er gemeinsam mit Djuna Bernard für weitere drei Jahre an der Parteispitze wiedergewählt.
Am 8. Oktober 2023 wurde Šehović bei der Kammerwahl 2023 in die Abgeordnetenkammer gewählt.